# Aharon Appelfeld

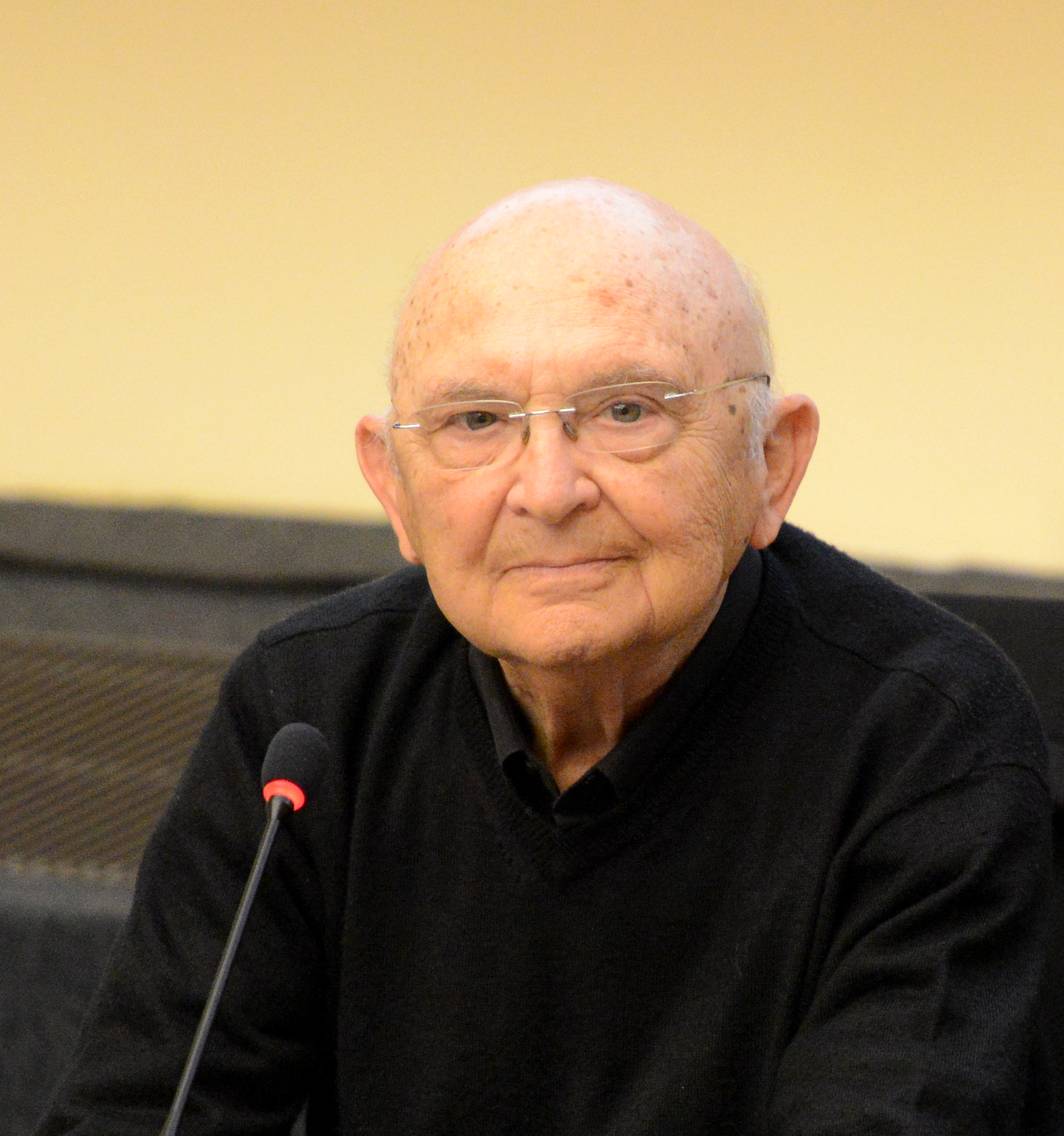
Aharon Appelfeld, 2014

Aharon Appelfeld (hebräisch אהרן אפלפלד; geboren 16. Februar 1932 in Jadova, Kreis Storojineț, Königreich Rumänien (heute: Schadowa, Ukraine)  als Erwin Appelfeld; gestorben 4. Januar 2018 in Petach Tikwa bei Tel Aviv, Israel) war ein israelischer Hochschullehrer und Schriftsteller.

## Leben
Aharon Appelfeld wurde 1932 in der Nähe von Czernowitz in der Bukowina geboren. Er wuchs in einem gutbürgerlichen Haushalt in Czernowitz auf, das von ihm als Kultur- und Universitätsstadt wahrgenommen wurde. Mit seinen Eltern sprach er Deutsch (und sprach es sein ganzes Leben lang fließend), mit seinen Großeltern Jiddisch, mit anderen Leuten Ukrainisch.
Als er acht Jahre alt war und die erste Klasse der Grundschule hinter sich hatte, wurde seine Mutter von rumänischen Antisemiten umgebracht und er gemeinsam mit seinem Vater in ein Zwangsarbeitslager (er bezeichnete es 2011 nicht als KZ) im eroberten Transnistrien verschleppt, wo er vom Vater getrennt wurde. Es gelang ihm zu fliehen, sich in den Wäldern versteckt zu halten und später als Gelegenheitsarbeiter auf rumänischen Bauernhöfen zu arbeiten. „Ich war blond und blauäugig“, erinnerte sich Appelfeld, dem es gelang, seine jüdische Identität zu verbergen und sich als Ukrainer auszugeben. 1944 schloss sich Aharon Appelfeld den westwärts vorrückenden Truppen der Roten Armee als Küchenjunge an.
Nach Kriegsende erreichte er 1946 mit anderen Flüchtlingen über Italien nach Palästina, wo er Hebräisch lernte und die Hochschulreife erwarb. Danach studierte er an der Hebräischen Universität in Jerusalem. Von 1975 bis zu seiner Emeritierung 2001 war Appelfeld Professor für hebräische Literatur an der Ben-Gurion-Universität im Negev in Beʾer Scheva.
Völlig überrascht erfuhr er erst in den 1950er Jahren vom Überleben seines Vaters, bevor dieser aus der Sowjetunion nach Israel einwanderte und mit seinem Sohn zusammengeführt wurde.
Zum Ende der 1950er Jahre veröffentlichte er erste Erzählungen in hebräischer Sprache, in denen er Probleme der Überlebenden der Judenverfolgung beschreibt. Darüber hinaus fand die verlorene Welt seiner Kindheit immer wieder Eingang in seine Literatur. In seinem Werk beschäftigte sich Appelfeld hauptsächlich mit Schicksalen jüdischer Menschen in einer von Multikulturalität geprägten Gesellschaft. „Anders als bei seinen israelischen Schriftstellerkollegen ist der Nahost-Konflikt bei ihm so gut wie unsichtbar geblieben, und die Menschen, die er gestaltete, waren keine Israelis, sondern Juden.“
Appelfeld veröffentlichte 46 Romane. International wurde Appelfeld mit dem Erscheinen der englischen Übersetzung seines Romans Badenheim (1980) bekannt, für Der Eiserne Pfad wurde er 1999 mit dem National Jewish Book Award ausgezeichnet.
Mit seiner aus Argentinien nach Israel eingewanderten Ehefrau Judith hatte er drei Kinder und lebte zuletzt im Jerusalemer Stadtteil Rechavia.

## Auszeichnungen
Appelfeld erhielt zahlreiche Auszeichnungen und Ehrungen für sein literarisches und akademisches Schaffen. Er wurde unter anderem mit folgenden Preisen ausgezeichnet:
- 1979: Bialik-Preis (gemeinsam mit Avot Jeschurun)
- 1983: Israel-Preis
- 1997: Mitglied der American Academy of Arts and Sciences
- 1999: National Jewish Book Award (nationaler jüdischer Buchpreis)
- 2004: Prix Médicis étranger
- 2005: Nelly-Sachs-Preis der Stadt Dortmund
- 2008: Premio Grinzane Cavour, Premio Speziale
- 2012: Independent Foreign Fiction Prize
- 2016: Sydney Taylor Book Award

## Werke
Deutsche Ausgaben unter Angabe der deutschsprachigen Erstausgabe:
- Sommernächte. Roman. Aus dem Hebräischen von Gundula Schiffer. Rowohlt Berlin, Berlin 2022, ISBN 978-3-7371-0124-0.
- Meine Eltern. Roman. Aus dem Hebräischen von Mirjam Pressler. rororo, Reinbek bei Hamburg 2019, ISBN 978-3-499-27524-1.
- Ein Mädchen nicht von dieser Welt. Aus dem Hebräischen von Mirjam Pressler. rororo, Reinbek bei Hamburg 2017, ISBN 978-3-499-26896-0.
- Auf der Lichtung. Roman (Originaltitel: ʿAd ḥod ha-tsaʿar.) Aus dem Hebräischen von Mirjam Pressler. rororo, Reinbek bei Hamburg 2015, ISBN 978-3-499-26891-5.
- Der Mann, der nicht aufhörte zu schlafen. Roman. Aus dem Hebräischen von Mirjam Pressler. Rowohlt, Berlin 2012, ISBN 978-3-87134-732-0.
- Katerina. Roman. Aus dem Hebräischen von Mirjam Pressler. rororo, Reinbek bei Hamburg 2011, ISBN 978-3-499-25510-6.
- Bis der Tag anbricht. Roman. Aus dem Hebräischen von Anne Birkenhauer. Rowohlt, Berlin 2006, ISBN 3-87134-538-5.[9]
- Meine Geschichte ist eigentlich undenkbar. In: Martin Doerry (Hrsg.) und Monika Zucht (Fotos): Nirgendwo und überall zu Haus. Gespräche mit Überlebenden des Holocaust. Deutsche Verlags-Anstalt, München 2006, ISBN 3-421-04207-1. (auch als CD), S. 16–27.[10]
- Blumen der Finsternis. Roman. rororo, Reinbek bei Hamburg 2010, ISBN 978-3-499-25320-1.[11]
- Elternland. Roman. Aus dem Hebräischen von Anne Birkenhauer. rororo, Reinbek bei Hamburg 2007, ISBN 978-3-87134-551-7.
- Geschichte eines Lebens. Autobiographie. Aus dem Hebräischen von Anne Birkenhauer. Rowohlt, Berlin 2005, ISBN 3-87134-508-3.
- Alles was ich liebte. Roman. Aus dem Hebräischen von Anne Birkenhauer. rororo, Reinbek bei Hamburg 2016, ISBN 978-3-499-27134-2; erstmals Alexander Fest, Berlin 2002.
- Die Eismine. Roman. Aus dem Hebräischen von Anne Birkenhauer. rororo, Reinbek bei Hamburg 2007, ISBN 978-3-499-24421-6; erstmals Alexander Fest, Berlin 2000.
- Der eiserne Pfad. Roman. Aus dem Hebräischen von Stefan Siebers. rororo, Reinbek bei Hamburg 2006, ISBN 3-499-24146-3; erstmals Alexander Fest, Berlin 1999.
- Für alle Sünden. Roman. Aus dem Hebräischen von Stefan Siebers. rororo, Reinbek bei Hamburg 2014, ISBN 978-3-499-25946-3; erstmals Hoffmann & Campe, Hamburg 1993.
- Der unsterbliche Bartfuß. Roman. Aus dem Hebräischen von Stefan Siebers. rororo, Reinbek bei Hamburg 1995, ISBN 3-499-13171-4; erstmals Hoffmann & Campe, Hamburg 1991.
- Tzili. Roman. Aus dem Hebräischen von Stefan Siebers. rororo, Reinbek bei Hamburg 2015, ISBN 978-3-499-25945-6; erstmals Hoffmann & Campe, Hamburg 1989.
- Zeit der Wunder. Roman. Aus dem Englischen von Ute Spengler, rororo, Reinbek bei Hamburg 2014, ISBN 978-3-499-25948-7; erstmals Ullstein, Berlin 1984.
- Badenheim. Roman. Aus dem Englischen von Martin Kluger, rororo, Reinbek bei Hamburg 2013, ISBN 978-3-499-25947-0; erstmals Ullstein, Berlin 1982.